# Estação São Sebastião
São Sebastião é uma estação dupla do Metropolitano de Lisboa, onde se interligam as linhas Azul e Vermelha. Situa-se no concelho de Lisboa, em Portugal, entre as estações Praça de Espanha e Parque, na Linha Azul, e serve de terminal da Linha Vermelha.

## Descrição
Esta estação está localizada na Av. António Augusto de Aguiar, junto ao cruzamento com a Rua Marquês de Fronteira, na freguesia de Avenidas Novas. A estação possibilita o acesso ao Parque Eduardo VII, ao centro comercial El Corte Inglés, à Fundação Calouste Gulbenkian, à Mesquita Central de Lisboa e ao Campus de Campolide da Universidade Nova de Lisboa. À semelhança das mais recentes estações do Metropolitano de Lisboa, está equipada para poder servir passageiros com deficiências motoras, contando com vários elevadores e escadas rolantes que facilitam o acesso às plataformas.

### Estação da Linha Azul
Foi inaugurada a 29 de dezembro de 1959, sendo uma das onze estações pertencentes à rede original do Metropolitano de Lisboa. O projeto arquitetónico original é da autoria do arquiteto Francisco Keil do Amaral e as intervenções plásticas da pintora Maria Keil.

### Estação da Linha Vermelha
Foi inaugurada a 29 de agosto de 2009 em conjunto com a estação Saldanha II, no âmbito da expansão da Linha Vermelha para poente, ligando-se às linhas Azul e Verde. O projeto arquitetónico é da autoria do arquiteto Tiago Henriques, e as intervenções plásticas da pintora Maria Keil.

## Intervenções

### Ampliação
A 18 de abril de 1977 foi concluída a ampliação da estação da Linha Azul com base num projeto arquitetónico da autoria do arquiteto Dinis Gomes e as intervenções plásticas da pintora Maria Keil. A ampliação da estação implicou o prolongamento das plataformas e a construção do átrio norte.

### Remodelação
Em 2009 foi concluída uma profunda remodelação do átrio norte, assim como uma ligeira remodelação do átrio sul e das plataformas da Linha Azul, com base num projeto arquitetónico da autoria do arquiteto Tiago Henriques, e as intervenções plásticas da pintora Maria Keil. A remodelação integrou-se nas obras de expansão da Linha Vermelha, que implicou a construção de um espaço de ligação à nova estação da Linha Vermelha, causando o seu encerramento entre 23 de maio e 29 de junho de 2009, período durante o qual as composições atravessavam a estação da Linha Azul mas não se imobilizavam para entradas e saídas.

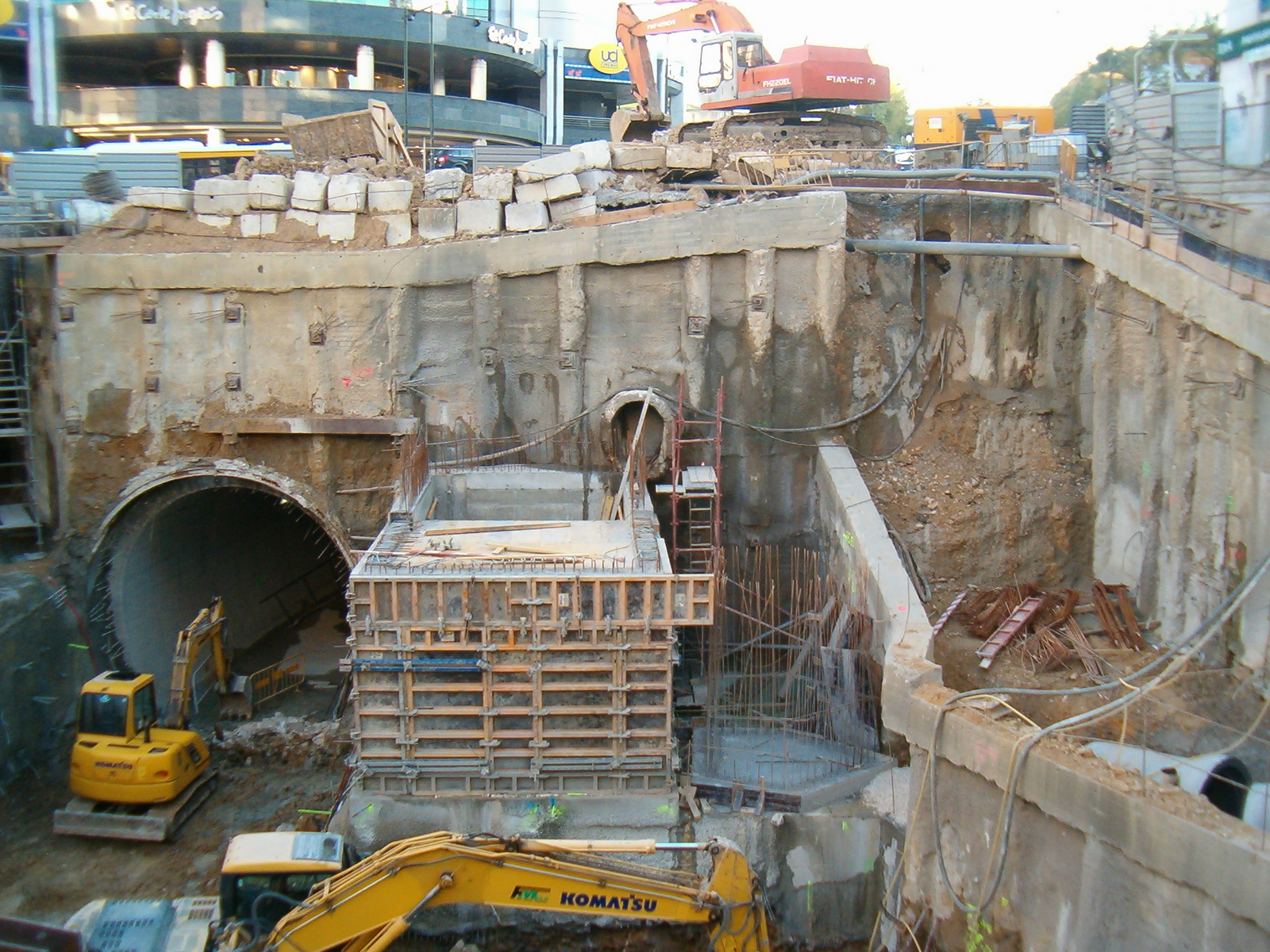
Aspeto das obras de ligação entre as duas linhas (novembro de 2008)
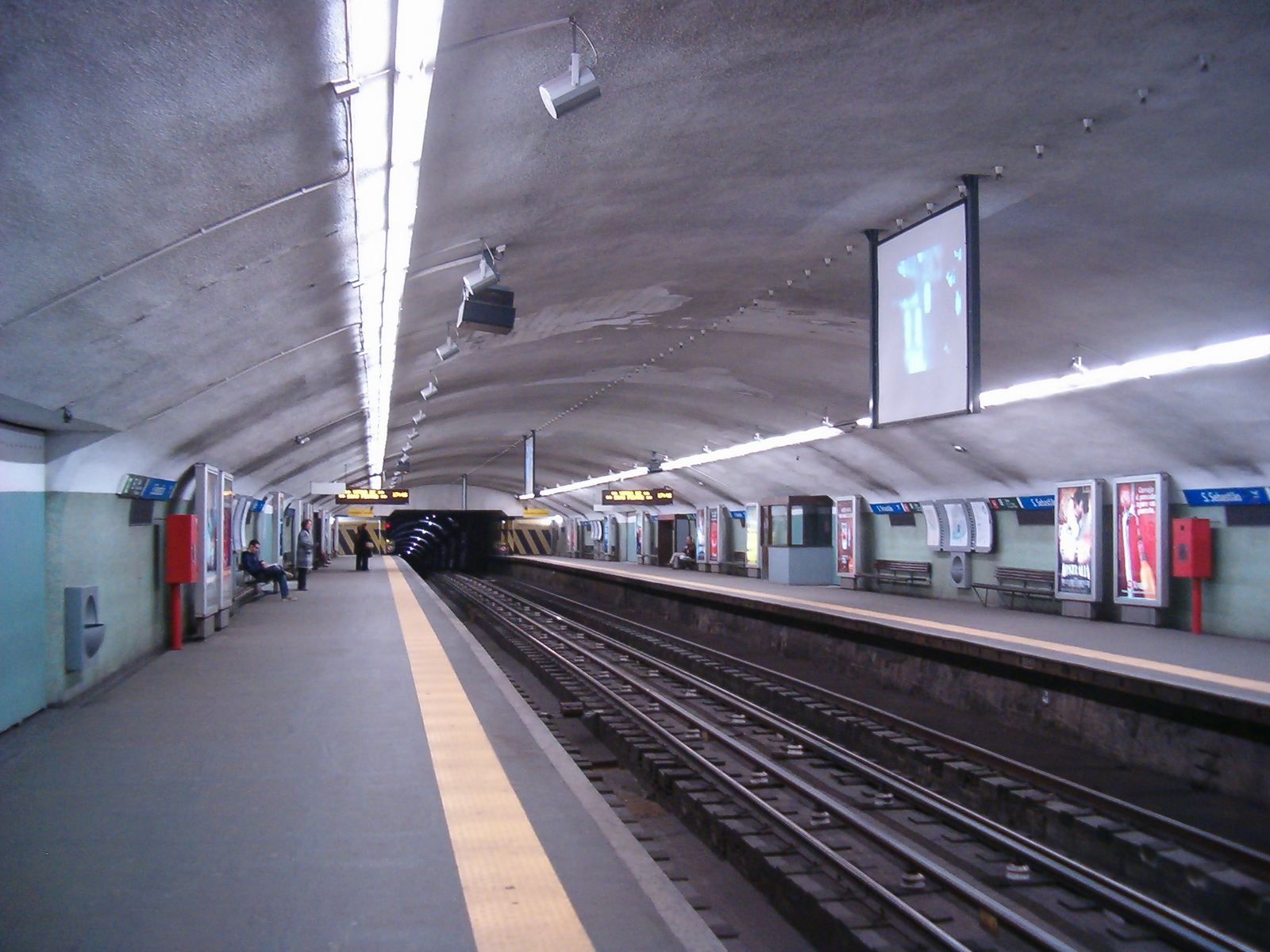
Plataformas da estação da Linha Azul (antes da remodelação)
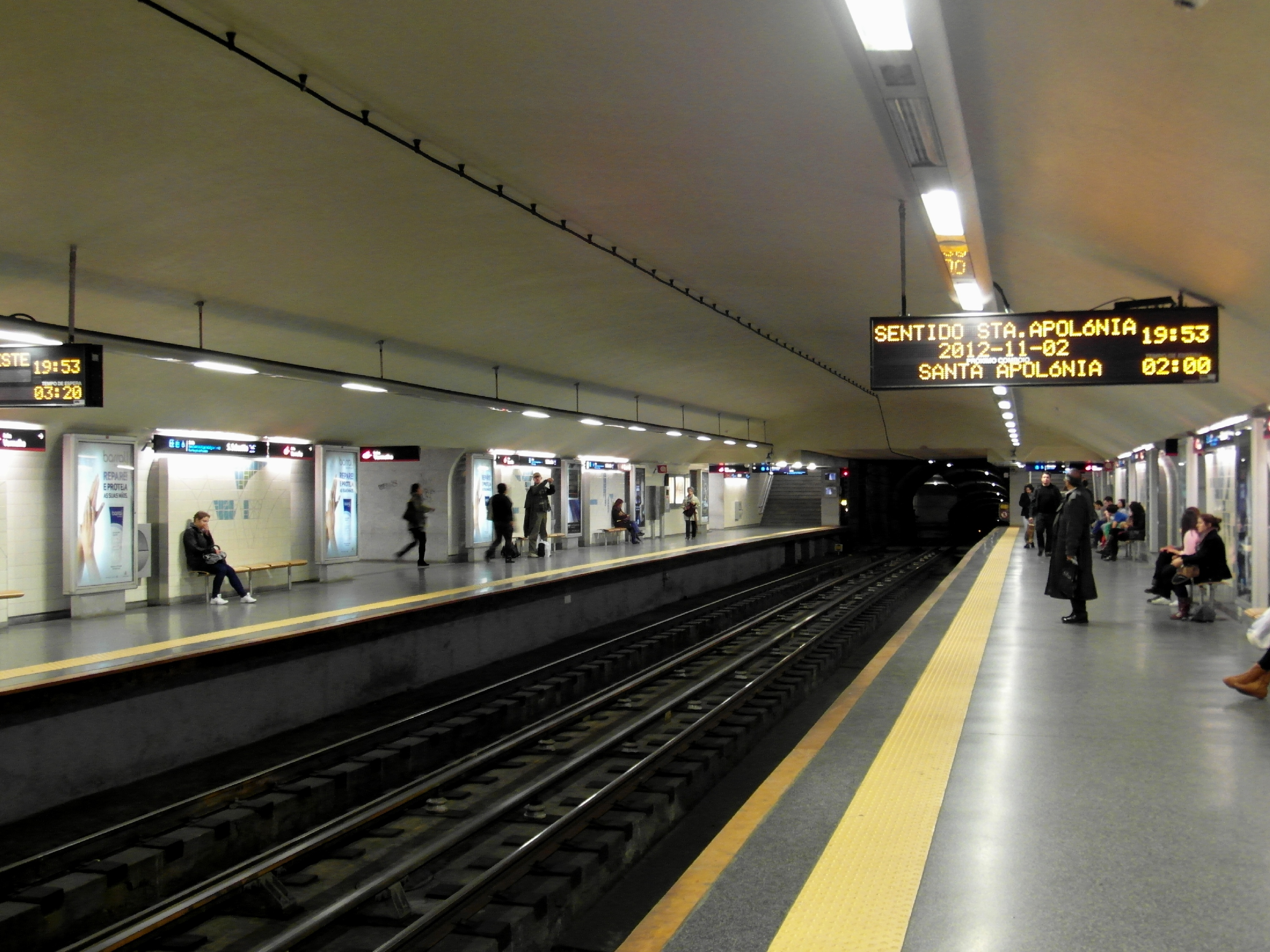
Plataformas da estação da Linha Azul (depois da remodelação)
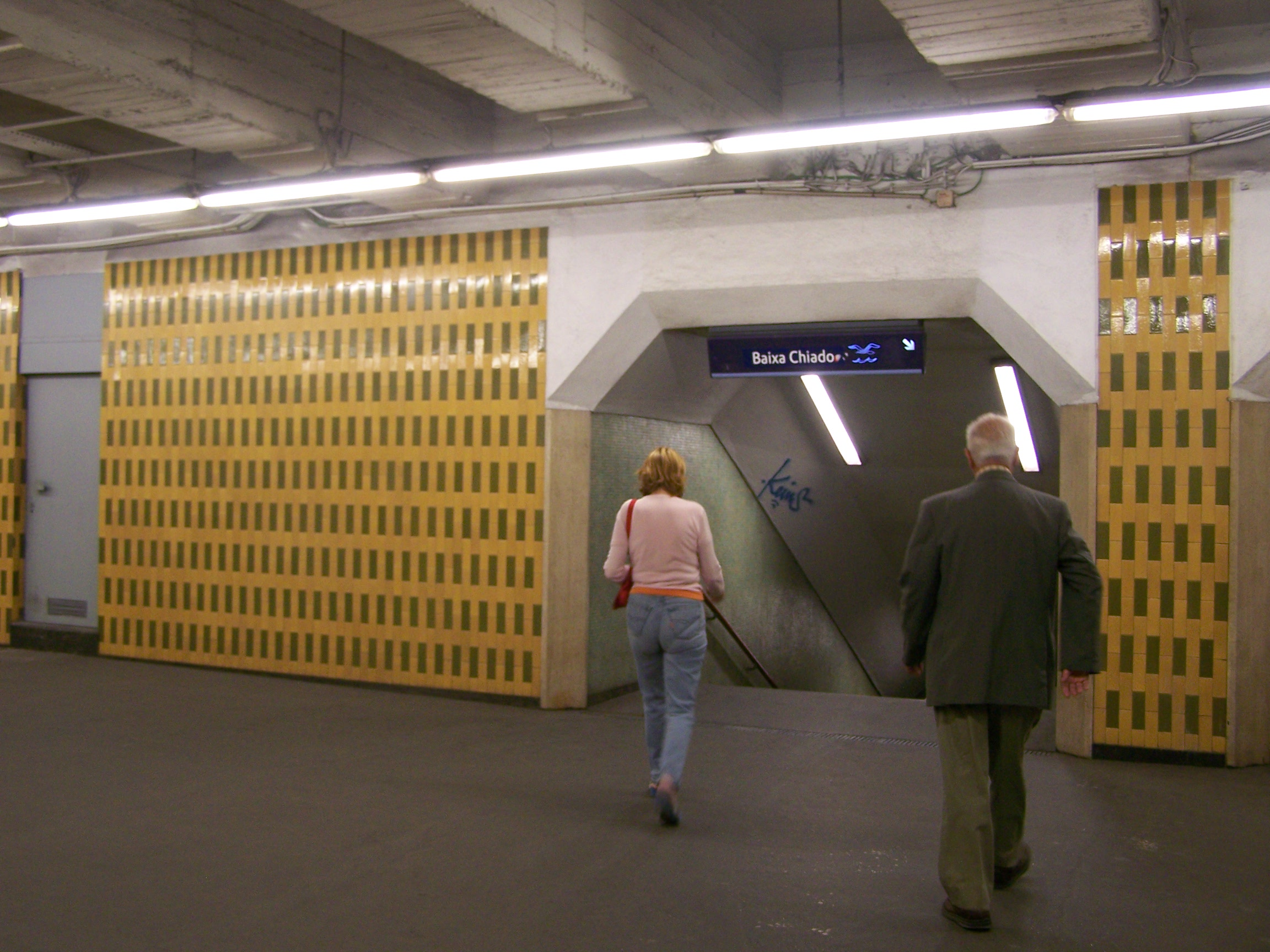
Átrio sul (antes da remodelação)
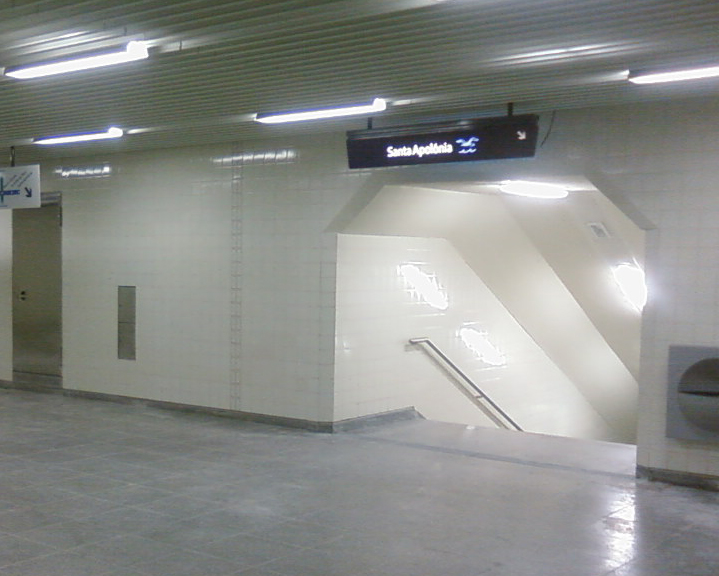
Átrio sul (depois da remodelação)
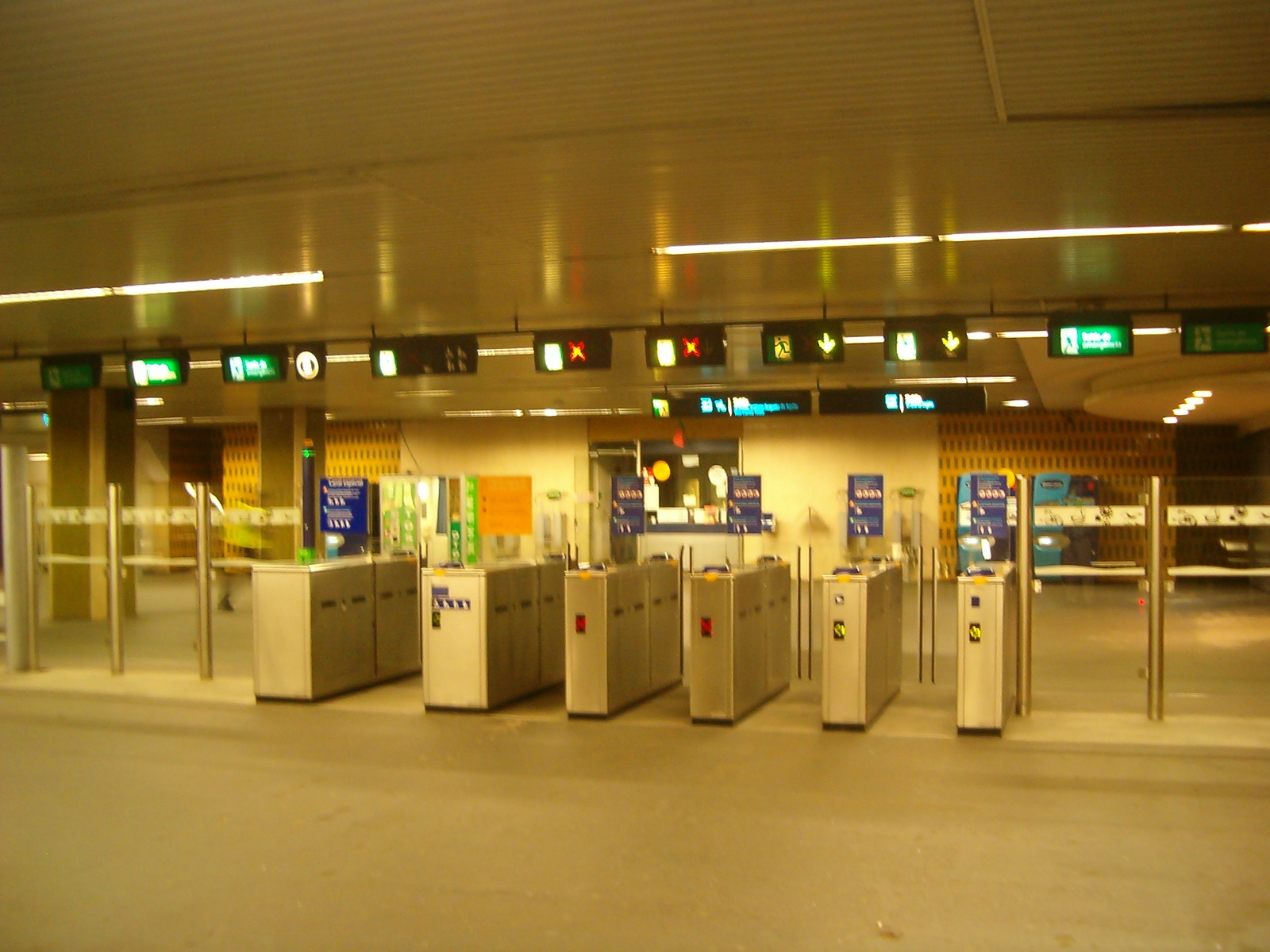
Átrio norte (antes da remodelação)
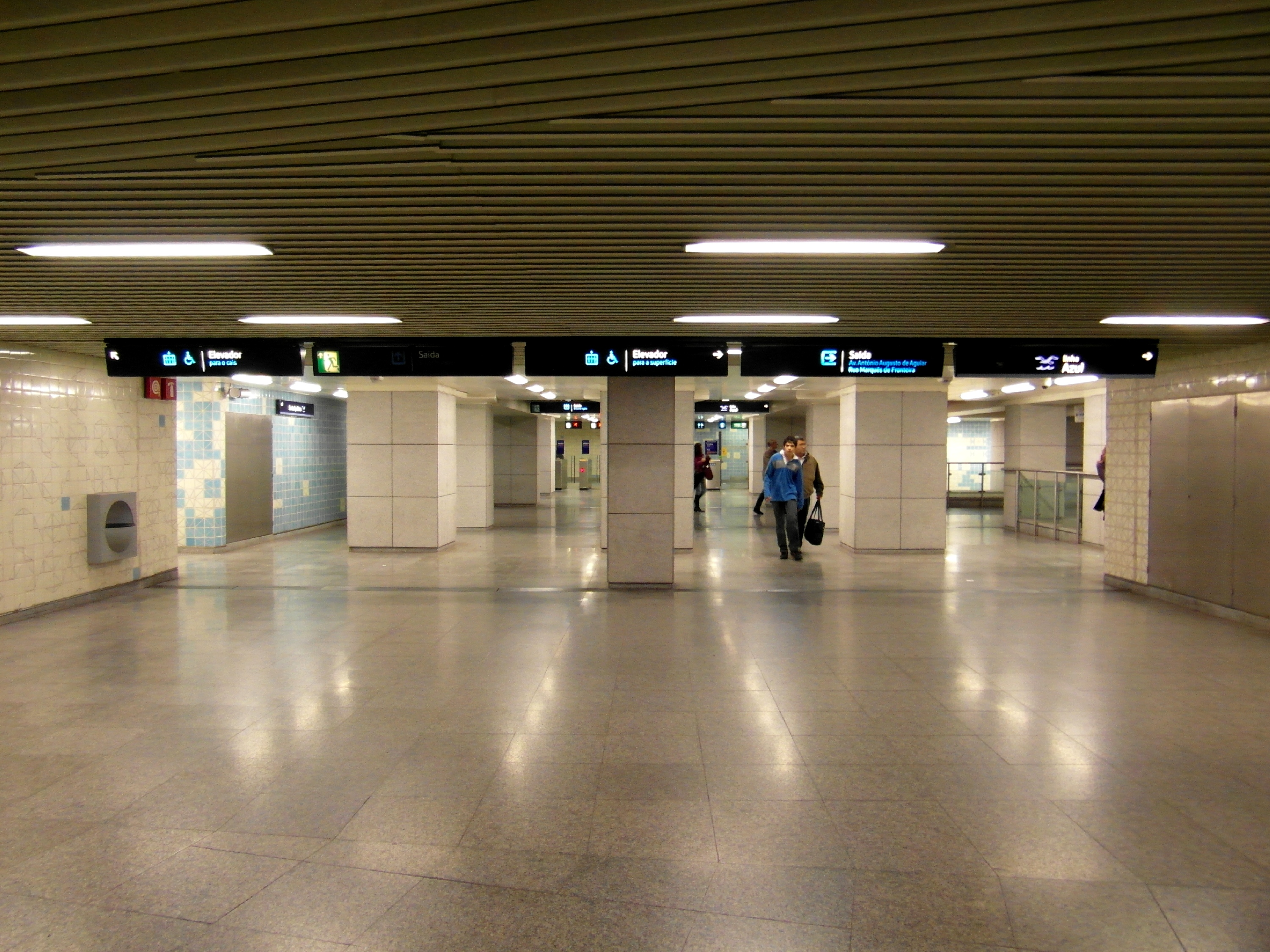
Átrio norte (depois da remodelação)
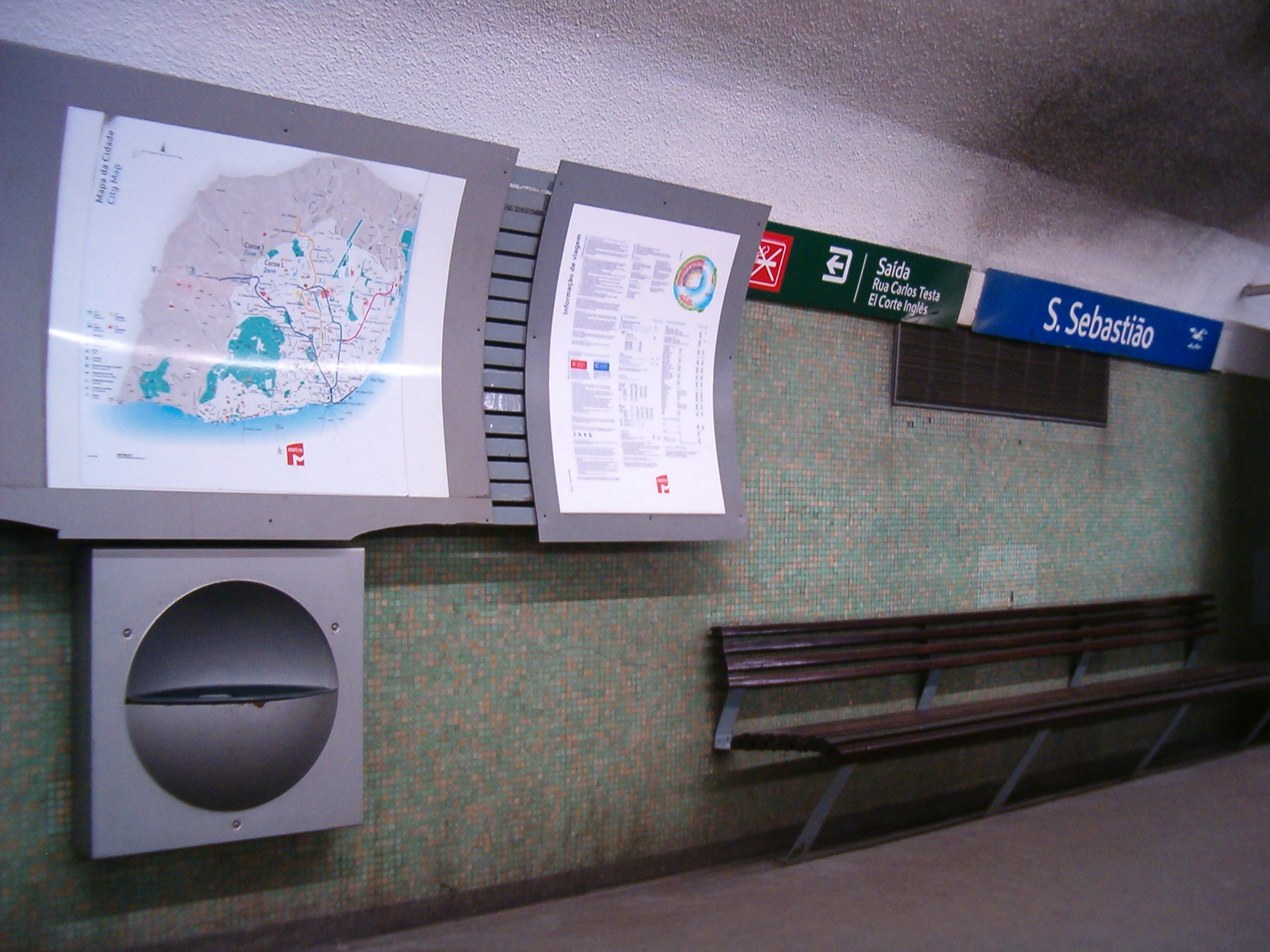
Plataforma da estação da Linha Azul em 2009: coexistem elementos originais e posteriores
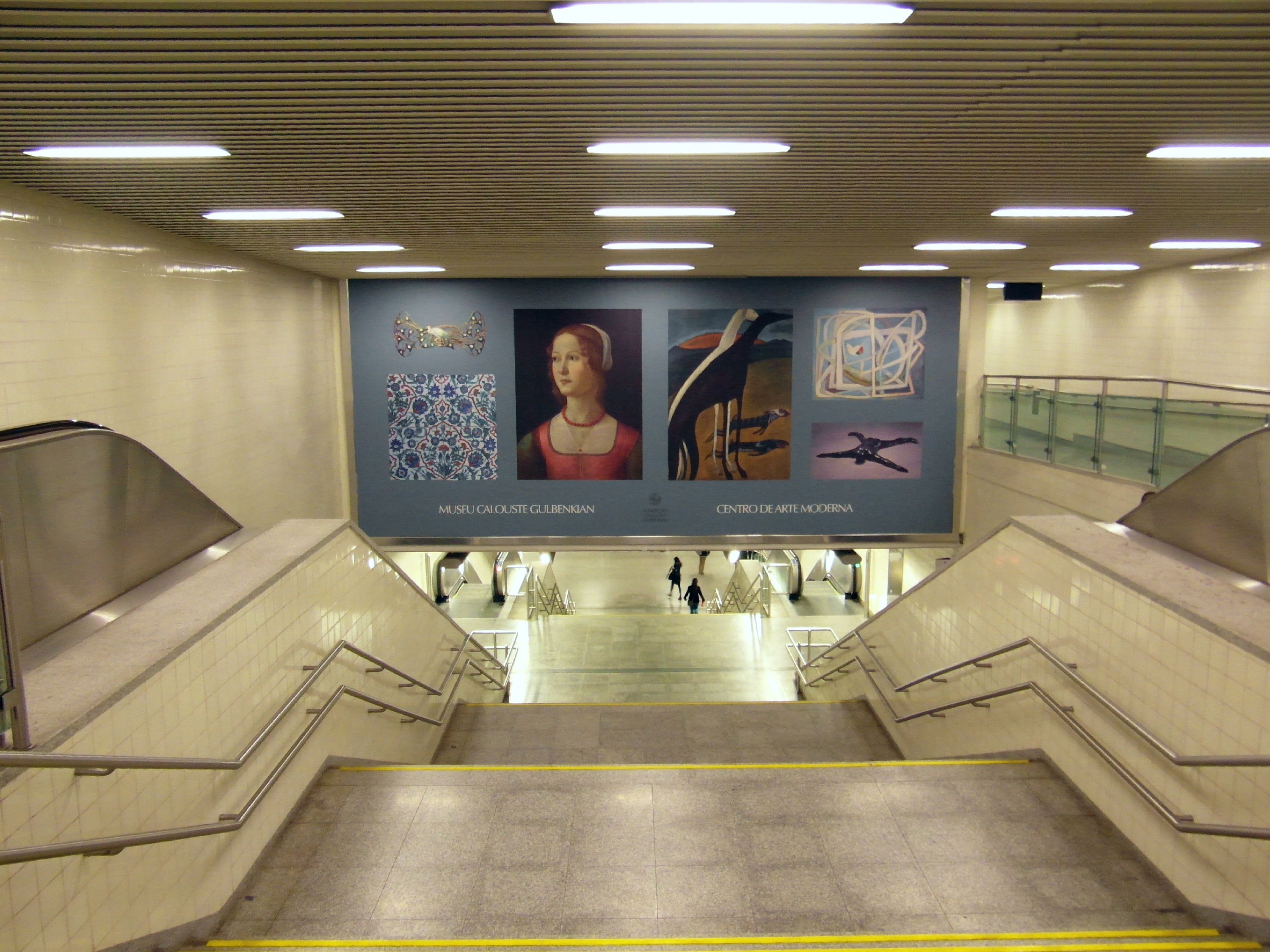
Galeria de ligação entre as estações das linhas Azul e Vermelha
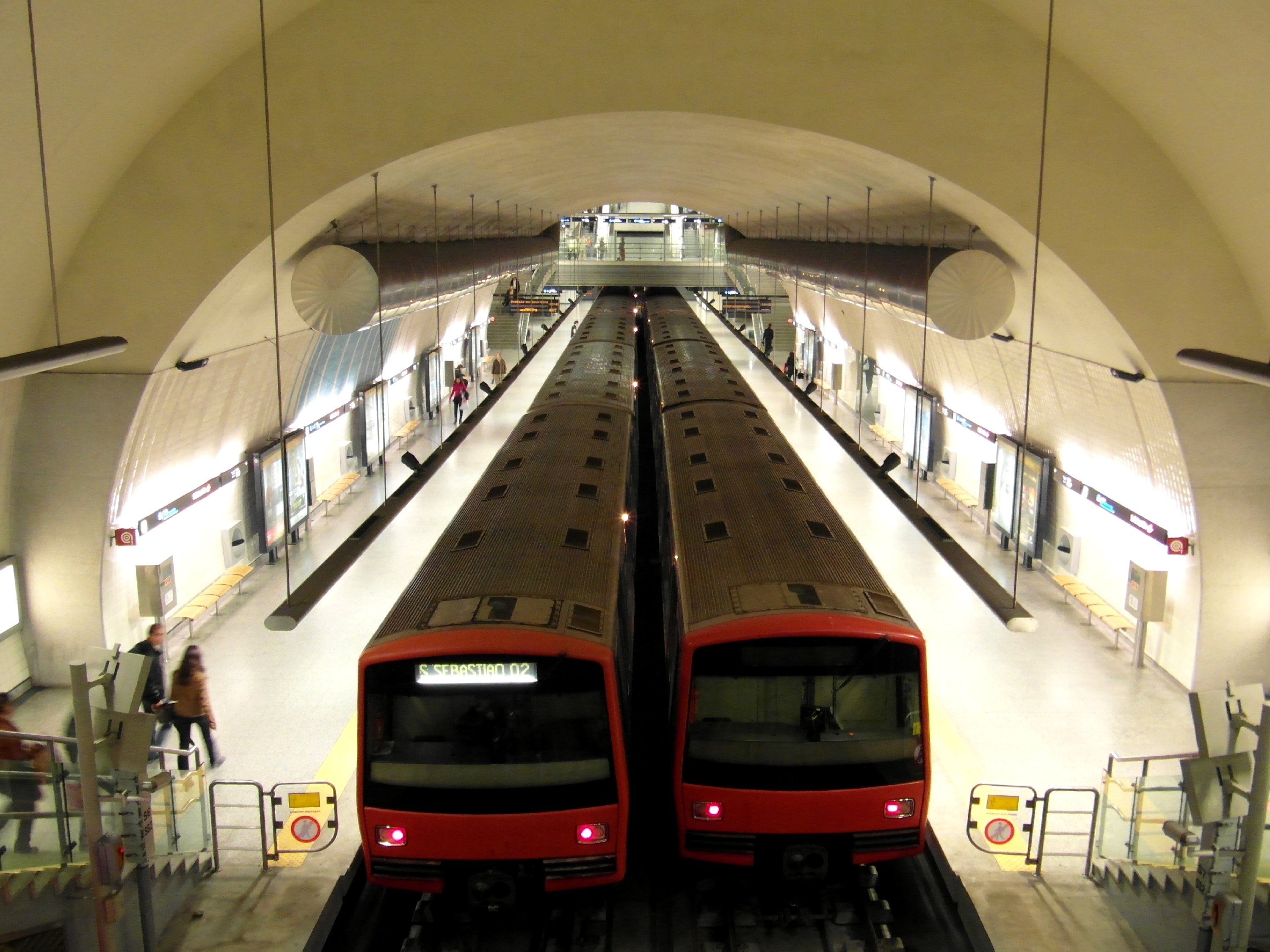
Plataformas da estação da Linha Vermelha
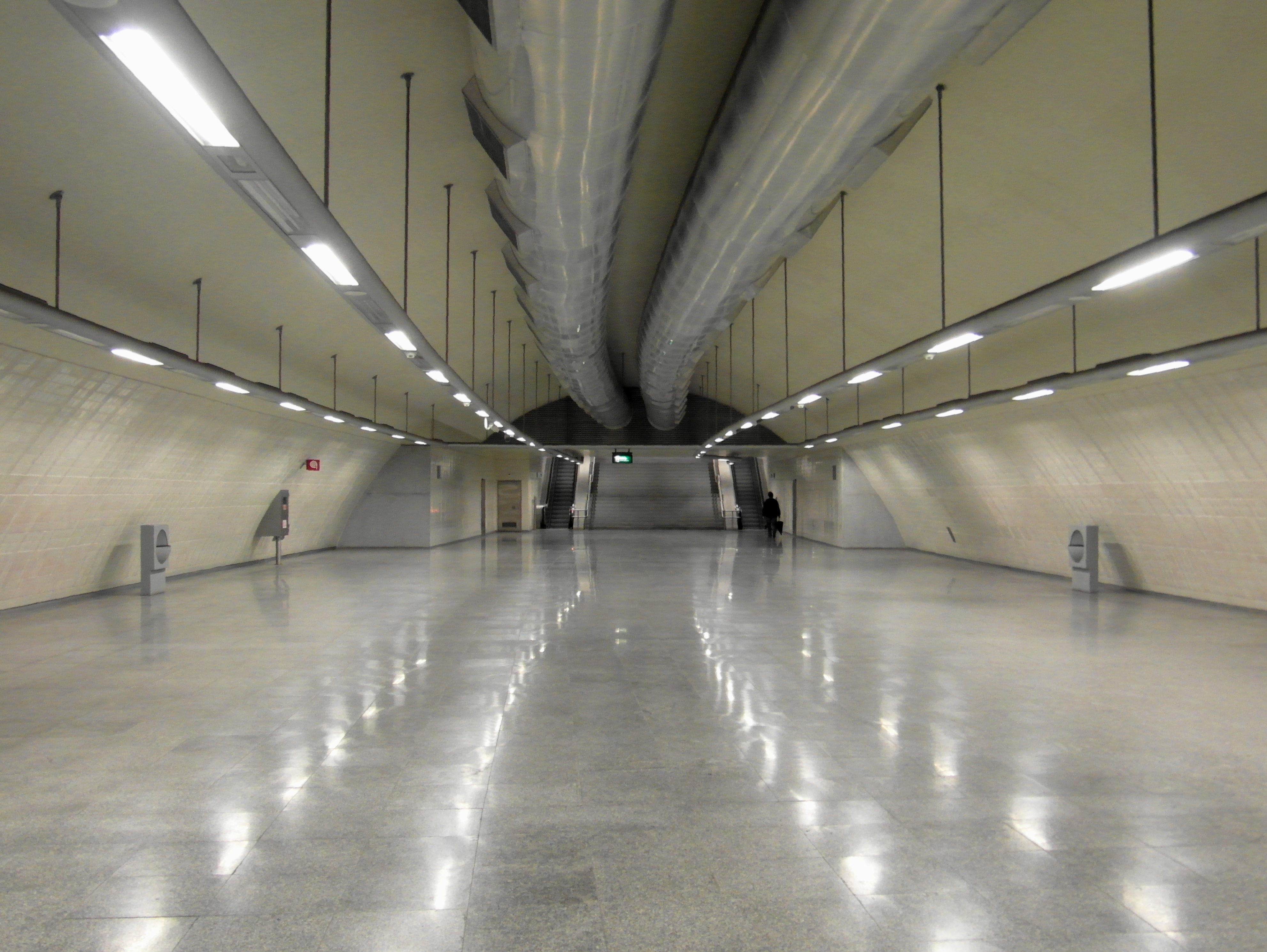
Átrio nascente

## Acessos
Esta estação conta com oito acessos pedonais e um elevador entre o átrio e a superfície:
- Acesso 1 - está localizado no passeio nascente da Av. António Augusto de Aguiar, próximo do cruzamento com a Rua Marquês de Fronteira. Está direcionado para norte e conta com escadas pedonais.
- Acesso 2 - está localizado no final da Av. Ressano Garcia, próximo do cruzamento da Av. António Augusto de Aguiar com a Rua Marquês de Fronteira. Está direcionado para poente e conta com escadas pedonais.
- Acesso 3 - está localizado no passeio poente da Rua Marquês de Fronteira, próximo do cruzamento com a Av. António Augusto de Aguiar. Está direcionado para sudoeste e conta com escadas pedonais.
- Acesso 4 - está localizado na Av. António Augusto de Aguiar e permite o acesso direto subterrâneo ao centro comercial El Corte Inglés através de duas escadas mecânicas assim como escadas pedonais.
- Acesso 5 - está localizado na Av. António Augusto de Aguiar e permite o acesso direto subterrâneo ao centro comercial El Corte Inglés através de duas escadas mecânicas assim como escadas pedonais.
- Acesso 6 - está localizado no passeio sul da Rua Carlos Testa, próximo do cruzamento com a Av. António Augusto de Aguiar. Está direcionado para nordeste e conta com escadas pedonais.
- Acesso 7 - está localizado no passeio norte da Av. Duque de Ávila, próximo do cruzamento com a Rua Marquês Sá da Bandeira, Rua Marquês de Fronteira e Rua Pinheiro Chagas. Está direcionado para poente e conta com escadas pedonais.
- Acesso 8 - está localizado no passeio norte da Av. Duque de Ávila, no quarteirão entre os cruzamentos com a Rua Dr. António Cândido e com a Rua Marquês Sá da Bandeira. Está direcionado para nascente e conta com escadas pedonais.
- Elevador - está localizado no passeio poente da Av. António Augusto de Aguiar, próximo do cruzamento com a Rua Marquês de Fronteira, direcionado para sudoeste.